# Convento de Santa Bárbara (La Coruña)
El convento de Santa Bárbara es un convento de clausura situado en la plaza homónima de la Ciudad Vieja de La Coruña.
El convento se construyó sobre una capilla del siglo XV cerca de la muralla de La Coruña. Aparece citado por primera vez en un documento de 1444 y su fundación fue aprobada en 1491 por el papa Alejandro VI.
A partir del siglo XVI el convento se consolidó y recibió un gran número de donaciones. Además acogió a los monjes que llegaron en 1682 para fundar el orden de las Maravillas, que se establecieron en lo que más tarde fue el convento de las Capuchinas.
El edificio fue modificado y ampliado en múltiples ocasiones.

## Descripción
Del edificio medieval no se conserva más que el relieve que preside la puerta y que fue colocado allí en 1613 y que pudo haber pertenecido a un baldaquino oa un sarcófago gótico del siglo XIV. Representa la peregrinación como una de las vías penitenciales para la salvación. Muestra el Juicio final y está presidido por la Trinidad; el Padre Eterno sostiene a Cristo crucificado, acompañado por la luna y el sol. A la izquierda, el arcángel San Miguel pesa las almas de peregrinos y monjes que van llegando por la derecha, entre árboles. A la derecha aparecen San Miguel y un dragón. En el interior, otro relieve (perteneciente tal vez a la capilla primitiva) muestra Santa Catalina y Santa Bárbara.
El edificio tiene un patio de acceso a la iglesia y una torre de mirador. El mural que cierra el ancho a que dan los dormitorios de los monjes fue diseñado por Fernando de Casas Novoa en la primera mitad del siglo XVIII. La lentitud de su construcción explica la fecha 1786 que aparece en la fachada.